# خيرون شائع
الخَيْرُونُ الشَّائِعُ أو الكَرْمَةُ الحَمْرَاءُ أو الكرمة السوداء أو الكَرْمُ البَرِّيُّ أو أصل الكرمة السوداء (الاسم العلمي: Dioscorea communis) هي نوع من النباتات تتبع جنس الخيرون من الفصيلة الديسقورية. تم وصف هذا النوع من النبات علمياً لأول مرة من قبل كارولوس لينيوس تحت الاسم العلمي Tamus communis سنة 1753 ثم قام Caddick & Wilkin بوضعها من جنس الديسقوريا سنة 2002.

## معرض صور

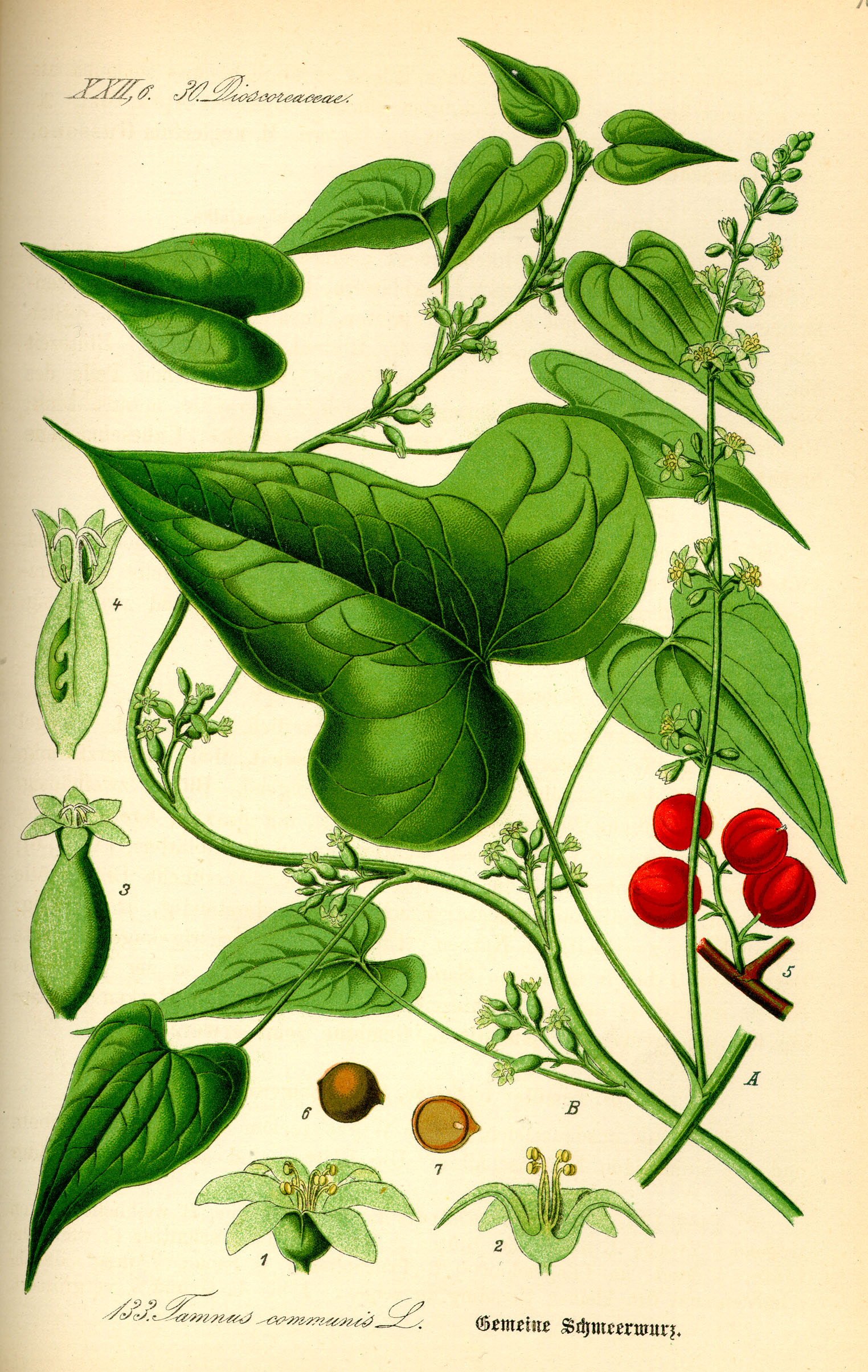
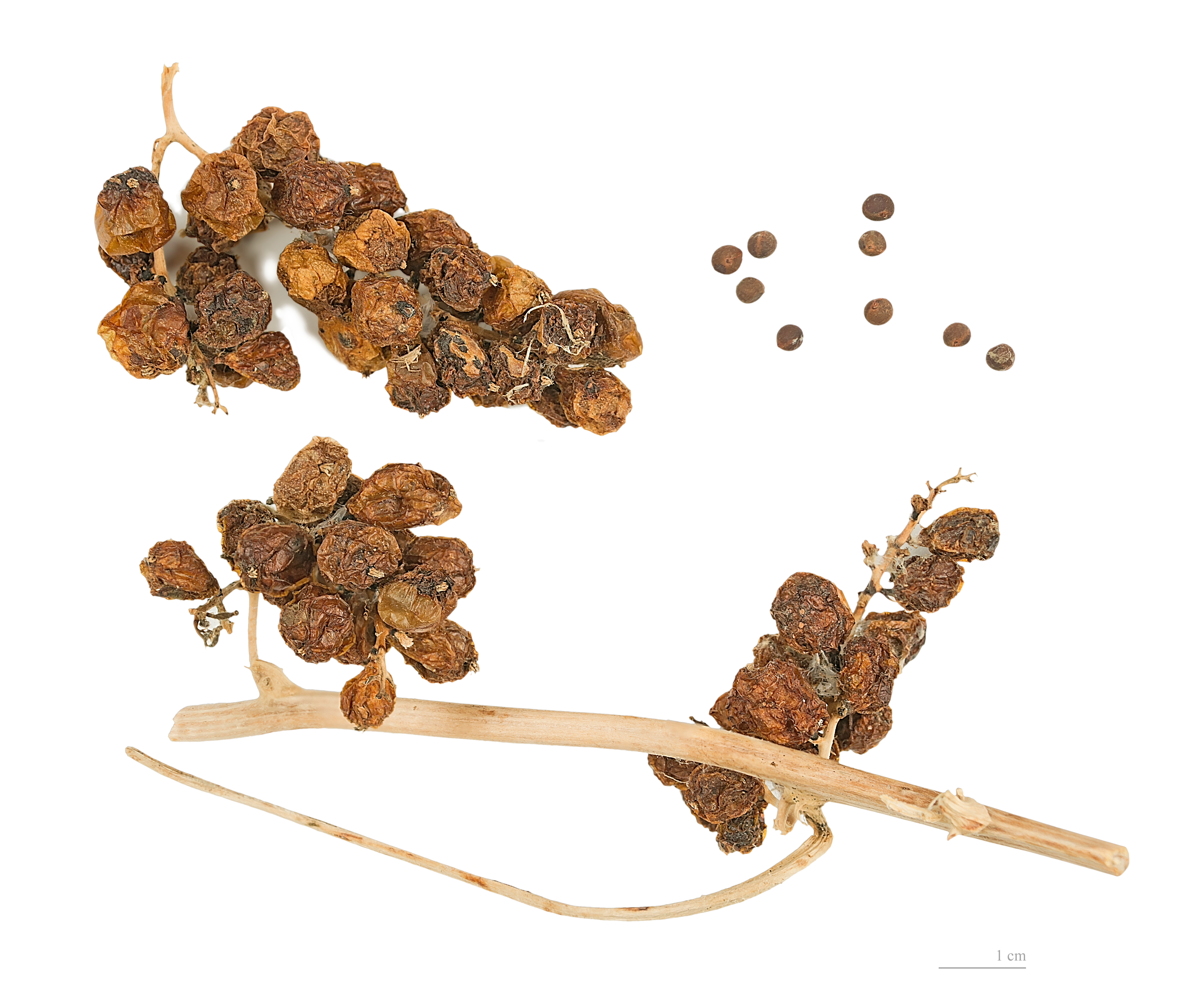
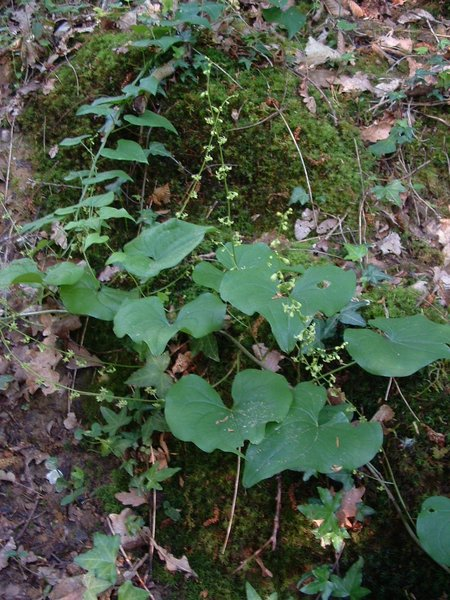